# North Las Vegas
North Las Vegas és una ciutat del Comtat de Clark a Nevada, Estats Units d'Amèrica, que forma part de l'Àrea metropolitana de Las Vegas. Té 217.253 habitants segons el cens de l'any 2008 i una densitat de 567,9 habitants per km². North Las Vegas és la tercera ciutat més poblada de l'estat per darrere de Las Vegas i Henderson, i la 92a ciutat més poblada del país. Es troba a uns 680 quilòmetres per carretera de la capital de Nevada, Carson City. L'actual alcalde és Shari L. Buck.